# Kazuki Fukai
Kazuki Fukai (født 11. marts 1995) er en japansk fodboldspiller.
Han har spillet for flere forskellige klubber i sin karriere, herunder Hokkaido Consadole Sapporo.